# Xenozentrismus
Xenozentrismus (engl. xenocentrism) ist ein politischer Neologismus, geprägt als Gegenbegriff zum Ethnozentrismus. Xenozentrismus ist die Vorliebe für die Produkte, Stile oder Ideen einer fremden Kultur. Sowohl die Bewegung des Primitivismus im 18. Jahrhundert in der europäischen Kunst und Philosophie als auch das Konzept des edlen Wilden sind Beispiele für Xenozentrismus.

## Begriffsherkunft und Verwendung
Xenozentrismus wird in der Sozialphilosophie verwendet, um eine ethische Gesinnung zu beschreiben. Ethnozentrismus, wie der Begriff von William Graham Sumner von der Yale University geprägt wurde, beschreibt die natürlichen Neigungen des Einzelnen unverhältnismäßig hohen Wert auf die Werte und Überzeugungen der eigenen Kultur im Vergleich zu anderen zu legen.
Der Begriff wird auf Donald P. Kent und Robert G. Burnight zurückgeführt, die ihn im Jahr 1951 geprägt haben sollen.
Als Erweiterung dieses Konzepts, entwarf John D. Fullmer von der Brigham Young University den Xenozentrismus als Ergebnis des Versuches von Seiten des Einzelnen, seinen eigenen Ethnozentrismus zu korrigieren. Er argumentierte, dass, wenn ein Individuum auf seinen eigenen wahrgenommenen Ethnozentrismus reagiert, es oft überkompensiere und stattdessen anfange, unverhältnismäßig starke Berücksichtigung der Ideen und Bedürfnissen sozialer Gruppen, die weit entfernt sind, zu praktizieren.